# James Bickford
James John "Jim" Bickford, Jr., född 2 november 1912, död 3 oktober 1989, var en amerikansk bobåkare.
Bickford blev olympisk bronsmedaljör i fyrmansbob vid vinterspelen 1948 i Sankt Moritz.